# 约翰·博伊德·奥尔
约翰·博伊德·奥尔，第1代博伊德-奥尔男爵（John Boyd Orr, 1st Baron Boyd-Orr，1880年9月23日—1971年6月25日），是苏格兰教师、医生、生物学家和政治家，因为在联合国粮食和农业组织第一任主席(1945～48年)任上的工作以及对营养学的研究而获得诺贝尔和平奖（1949年）。他还是世界艺术与科学学院的创始人之一及第一任主席（1960－1971）。

## 生平
博伊德·奥尔曾在格拉斯哥大学获医学及理学博士学位，1914年成为阿伯丁大学营养研究所所长。1936年出版成名作《食品、健康和收入》。二战期间任内阁粮食科学委员会委员。1945年成为格拉斯哥大学校长。1949年受封為第1代博伊德-奥尔男爵。